# Jadar (pritok Drine)
Jadar (cirilica: Јадар) je reka v zahodni Srbiji. Po 75 kilometrov dolgem pritoku Drine se imenuje geografska pokrajina, skozi katero teče, kot tudi mineral jadarit.

## Tok
Jadar izvira v obliki več potokov na južnih pobočjih gore Vlašić, severovzhodno od Valjeva na severovzhodnem koncu pokrajine Podgorine. Potoki tečejo proti jugu in se združijo pri vasi Osladić. Pri vasi Dragijevica reka ostro zavije proti severozahodu in ohrani to smer do izliva v Drino.
Prvo večje naselje ob Jadru je regionalno središče Osečina, za katerim se vanj z leve strani izlije rečica Pecka. Za vasmi Komirić, Ravnaja in Mojković prejme reka še en pomemben levi pritok, reko Likodro, v bližini vasi in nekdanjega rudnika Zavlaka. Nadaljuje se ob vaseh Brezovice, Radinac (kjer prejme še en levi pritok, reko Rakovico), Brnjac, Draginac, Bradić, Lipnica, Gornji Dobrić in Kozjak, preden se izlije v Drino blizu vasi Straža in južno od bosansko-hercegovskega mesta Janja.

## Ljudje in reka
V spodnjem delu toka Jadar meandrira in odlaga velike količine naplavin. Ob močnejših padavinah reka poplavlja, zaradi česar so del njene struge umetno kanalizirali.
V dolini Jadra je bil odkrit mineral natrij-litij-borosilikat-hidroksid oziroma jadarit. Multinacionalno podjetje Rio Tinto v Srbiji načrtuje gradnjo rudnika jadarita za proizvodnjo litijevega karbonata in borove kisline, projekt, ki je kontroverzen zaradi obtožb o uničevanju okolja in korupciji.